# Planetarni prijenos
Planetarni prijenos je vrsta zupčaničkog prijenosa, kod kojega se mehanički prijenos ostvaruje tako da mu barem jedan član (planetarni član) osim oko vlastite osi, rotira oko još jedne osi. Odlikuje se velikim prijenosnim omjerom, malim dimenzijama i velikom specifičnom snagom. Ovisno o izvedbi, sastoji se od više zupčanika ili tarenica, od kojih je barem jedan središnji (sunčani) nepomične geometrijske osi, a jedan planetarni.

## Objašnjenje
Mehaničke prijenosnike općenito dijelimo na takozvane standardne i planetarne. Kod standardnih rotiraju svi zupčanici samo oko vlastitih osi, koje su nepomično uložene u kućištu ili postolju. Kod planetarnih neki članovi prijenosnika, takozvani sateliti, vrše dva istodobna gibanja, vrte se (rotiraju) uloženi u takozvanom držaču, koji također se vrti oko svoje osi uložene u kućištu. Zupčanici čije se osi poklapaju s centralnom osi, nazivaju se sunčani ili centralni zupčanici. Oni mogu imati vanjsko ili unutarnje ozubljenje, a mogu biti čelnici ili stožnici. 
Planetarni prijenosnici nalaze u suvremenim konstrukcijama, kao što su motorna vozila, prijevozni (transportni) uređaji, sve veću primjenu. Snaga koja se dovodi takozvanom sunčanom zupčaniku dijeli se na onoliko zupčanika koliko ima takozvanih satelita. To omogućava niže opterećenje pojedinih zupčanika, a time i manje module i potrebno izravnavanje masa. Planetarnim prijenosnicima treba manji prostor. Omogućuju simetrične izvedbe i više prijenosnih omjera. Oni omogućuju prijenos različitih pogonskih okretaja na jedno gonjeno vratilo, odnosno račvanje dovedene snage na više gonjenih vratila. Glavni ležaji svih okretnih članova prijenosnika (osim satelita) nisu radijalno opterećeni. Sile koje se javljaju stvaraju parove sila. To vrijedi samo za prijenosnike s više od dva satelita. Pogodne konstrukcije planetarnih prijenosnika omogućuju i dobru iskoristivost. Sunčani ili centralni zupčanik ne treba da bude posebno uležišten, jer može biti vođen satelitima. To omogućuje da brzina vrtnje sunčanog zupčanika bude vrlo visoka, do 500 okretaja u sekundi (30 000 okretaja u minuti) i da se reducira na manju brzinu vrtnje, kao što je slučaj kod prijenosnika plinskih turbina. Planetarnim prijenosnicima mogu se postići vrlo visoki prijenosni omjeri, do i = 10 000. Svakako da je u tom slučaju iskoristivost niska. Planetarnim prijenosnicima izvedenim kao multiplikatori mogu se na gonjenoj strani ostvariti visoke brzine vrtnje. 
Planetarni prijenosnici mogu se izvoditi kao takozvani diferencijali, to jest mehanizmi s dva stupnja slobode, koji se upotrebljavaju kod alatnih strojeva da bi se ubrzala povratna (neradna) gibanja, a kod dizalica da bi se omogućio veći broj brzina dizanja.